# Арисба
Арисба (др.-греч. Ἀρίσβη) — имя двух персонажей греческой мифологии, эпонимов городов в Троаде и на Лесбосе.
- Эпоним города в Троаде — по одной версии, дочь Тевкра и жена Дардана, по другой дочь Меропа, ставшая первой женой троянского царя Приама и матерью Эсака. Приам отдал Арисбу в жёны Гиртаку, после чего женился на Гекубе[1][2];
- Эпоним города на Лесбосе — дочь Макарея[2].